# Jesús exorcizando al atardecer

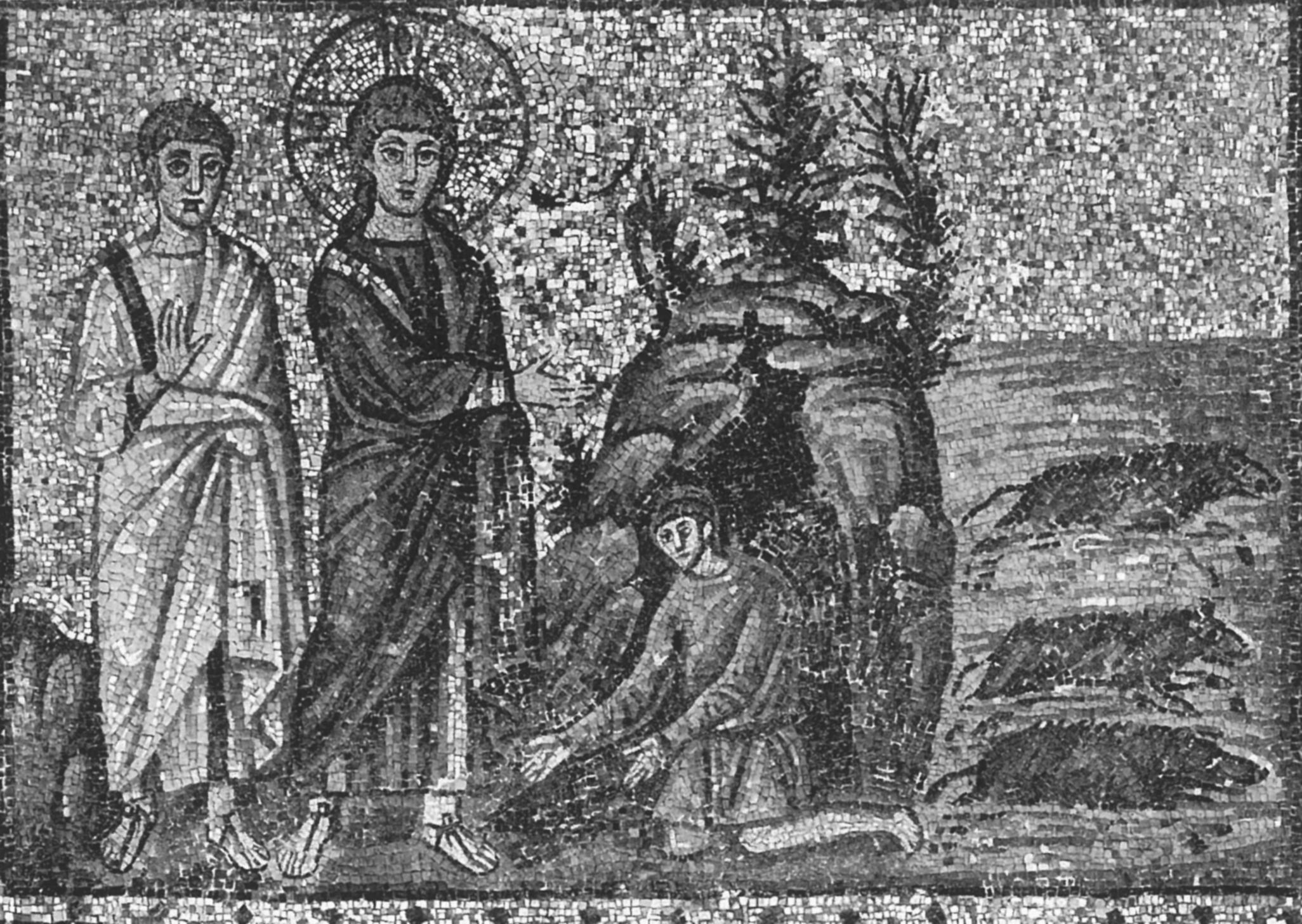
Mosaico del de Cristo exorcizando demonios, Basílica de San Apolinar el Nuevo, Ravena, Italia.

Los evangelios sinópticos retratan a Jesús echando demonios al atardecer, también conocido como Jesús exorcizando al atardecer justo después de haber curación de la suegra de Pedro , en Mateo 8: 16–17 , Marcos 1: 32–34 y Lucas 4: 40–41.
Según los Evangelios, después de que Jesús hubo sanado a la madre de la mujer de Pedro, cuando llegó la noche, le trajeron muchos endemoniados, y con una palabra expulsó a los espíritus y sanó a todos los enfermos.

## Textos bíblicos
- Según  san Mateo (1;32-34)

Al atardecer, le trajeron muchos endemoniados; expulsó a los espíritus con su palabra y curó a todos los enfermos, para que se cumpliera lo dicho por medio del profeta Isaías: 
Él tomó nuestras dolencias
y cargó con nuestras enfermedades.

- Según  san Marcos (8;16-17)

Al atardecer, cuando se había puesto el sol, comenzaron a llevarle a todos los enfermos y a los endemoniados. Y toda la ciudad se agolpaba en la puerta. Y curó a muchos que padecían diversas enfermedades y expulsó a muchos demonios, y no les permitía hablar porque sabían quién era.

- Según  san Lucas (4;40-41)

Al ponerse el sol, todos los que tenían enfermos con diversas dolencias se los traían. Y él, poniendo las manos sobre cada uno, los curaba. De muchos salían demonios gritando y diciendo: —¡Tú eres el Hijo de Dios! Y él, increpándoles, no les dejaba hablar porque sabían que él era el Cristo.

## Interpretación de la Iglesia católica
San Mateo expresa la verdadera interpretación de los milagros de Jesús a la luz de la profecía de Isaías: las obras de Jesús son también una revelación sobre su Persona: «Conmovido por tantos sufrimientos, Cristo no sólo se deja tocar por los enfermos, sino que hace suyas sus miserias: “Él tomó nuestras flaquezas y cargó con nuestras enfermedades” (Mt 8,17; cfr Is 53,4). No curó a todos los enfermos. Sus curaciones eran signos de la venida del Reino de Dios. Anunciaban una curación más radical: la victoria sobre el pecado y la muerte por su Pascua» 
Un resumen de la actividad de Jesús pone de manifiesto que sus actos de poder no eran hechos puntuales: «De ninguno de los antiguos se lee que haya curado tantas deformidades, tantas enfermedades y tantas torturas humanas con un poder nunca semejante»  Al final del texto se muestra la prohibición que hace Jesús a los demonios de divulgar su identidad. Esta prohibición se repite en los primeros momentos de la actividad de Cristo: ordena guardar silencio a los discípulos (8,30; 9,9), también a los enfermos que cura (1,44; 5,43; 7,36; 8,26), y a los demonios, que también le reconocen (1,24-25.34; 3,12), pero no acepta el testimonio de ellos. Cabe pensar, con algunos Santos Padres, que Jesús no quiere aceptar en favor de la verdad el testimonio de aquel que es el padre de la mentira (cfr Jn 8,44). El mandato de silencio a los discípulos puede explicarse como pedagogía divina, para purificar la idea que tenían la mayoría de sus contemporáneos del Mesías y Jesús desea que se entienda «a la luz de la cruz».

## Otras interpretaciones
Los relatos de los evangelios de Marcos y Lucas informan de acontecimientos que tienen lugar en sábado . La puesta del sol significaba el final del sábado judío. Muchas personas salieron o fueron traídas a Jesús para ser sanadas de sus enfermedades y libradas de los malos espíritus. Como se describe en el relato bíblico del evento, cada persona que salió fue sanada o liberada. Jesús tuvo compasión de la masa de personas en su presencia porque se identificó con el dolor y el sufrimiento que estaban pasando a pesar de que él mismo no estaba sujeto a las aflicciones. El poder sobrenatural que fluía de Jesús proporcionó evidencia de que él era el Mesías de Israel predicho como lo profetizó el profeta Isaías.
El evangelio de Mateo no hace referencia en esta narración a su tiempo en la tarde del día de reposo: la primera mención del día de reposo y las controversias en torno a Jesús actuando en el día de reposo se encuentra en Mateo 12. The Pulpit Commentary sugiere que los hechos tuvieron lugar en la tarde del sábado, "la conexión original [siendo] preservada, al parecer, en Marcos y Lucas" y perdida en Mateo. Cuando terminaba el sábado, la gente era libre de sacar a sus enfermos. Alternativamente, si el día no hubiera sido un sábado, podemos suponer que la noche fue elegida como más fresca para trasladar a los enfermos, y como más conveniente para quienes los cargaban, ya que se realizaba el trabajo del día.

## Otras fuentes
Listas de milagros encontradas en: 
- es.catholic.net
- mb-soft.com
- whoisjesus-really.com Archivado el 1 de diciembre de 2009 en Wayback Machine.
- globedia.com
- lasteologias.wordpress.com